# Mădălina Ion
Mădălina Ion (født 23. februar 1996 i Bukarest, Rumænien) er en kvindelig rumænsk håndboldspiller som spiller for CSM București.